# Éjféli etetés
Az Éjféli etetés (eredeti cím: The Midnight Meat Train) 2008-ban bemutatott amerikai horrorfilm. 
A forgatókönyvet Jeff Buhler írta Clive Barker 1984-es The Midnight Meat Train című novellája alapján, a filmet Ryuhei Kitamura rendezte, a főszerepben pedig Vinnie Jones és Bradley Cooper látható.

## Cselekmény
Leon fotóművészettel foglalkozik, de nem túl sikeres. Viszont most elérkezett számára a nagy lehetőség, mert a képei megtetszenek egy neves személynek. Leonnak már csak néhány képet kellene készítenie a teljes sikerhez, ezért el is indul alkotni. Bejárja a várost, aztán ihletet kap, de egy kockázatos ügybe csöppen. A városban ugyanis egy veszélyes sorozatgyilkos szedi az áldozatait, és Leon kapcsolatba kerül vele. Először még nem tudja hová tenni a dolgokat, de aztán az emlékeiben kutatva összerakja a képet, és innentől megszállottá válik. A képei már nem is érdeklik, csak a gyilkost akarja elkapni.

## Szereplők
| Színész            | Szerep              | Magyar hang     |
| ------------------ | ------------------- | --------------- |
| Bradley Cooper     | Leon Kaufman        | Rajkai Zoltán   |
| Leslie Bibb        | Maya Jones          | Zsigmond Tamara |
| Brooke Shields     | Susan Hoff          | Kovács Nóra     |
| Roger Bart         | Jurgis              | Németh Gábor    |
| Ted Raimi          | Randle Cooper       |                 |
| Vinnie Jones       | Mahogany            | Barbinek Péter  |
| Peter Jacobson     | Otto                | Kapácsy Miklós  |
| Barbara Eve Harris | Lynn Hadley nyomozó | Andresz Kati    |
| Tony Curran        | sofőr               | Tóth Roland     |
| Stephanie Mace     | Leigh Cooper        |                 |
| Quinton Jackson    | őrangyal            |                 |

## Fordítás
- Ez a szócikk részben vagy egészben  a   The Midnight Meat Train című angol Wikipédia-szócikk fordításán alapul.  Az eredeti cikk szerkesztőit annak laptörténete sorolja fel. Ez a jelzés csupán a megfogalmazás eredetét és a szerzői jogokat jelzi, nem szolgál a cikkben szereplő információk forrásmegjelöléseként.